# Sarah Burrini

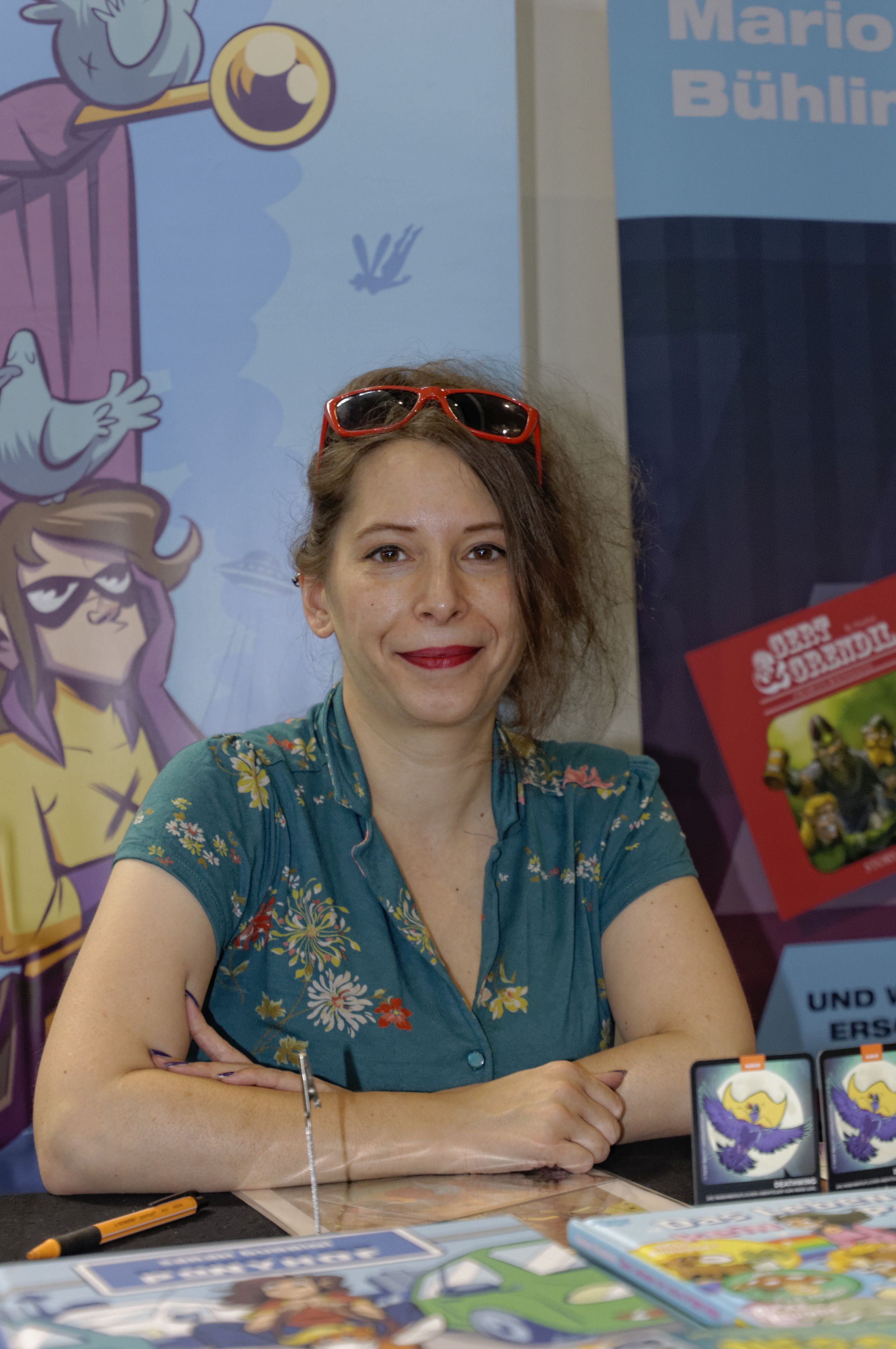
Sarah Burrini auf der Comic Con Germany 2018

Sarah Burrini (* 25. August 1979 in Köln) ist eine deutsch-italienische Comickünstlerin, deren Hauptwerk Das Leben ist kein Ponyhof, ein wöchentlich als Webcomic erscheinender Humorstrip, ist, den sie als Zeichnerin und Autorin gestaltete.

## Biografie
In der Kindheit von Asterix, Micky Maus und Yoko Tsuno, später in Italien von Dylan Dog und Corto Maltese geprägt, begann Burrini 1999 nach dem Abitur an der Kaiserin-Augusta-Schule, ihre Karriere als Comiczeichnerin anzugehen. Sie stellte sich mit ihrer Mappe auf der Comic Action und den Kölner Comic-Tagen vor und veröffentlichte ihre ersten Arbeiten im Kölner Fanzine Cosmix. Parallel dazu absolvierte sie eine Ausbildung zur Mediengestalterin beim Trickstudio Lutterbeck und schloss daran ein einjähriges Animationsstudium an der Internationalen Filmschule Köln an. Mehrmals arbeitete sie ab 2009 in den Periscope Studios in Portland. Dabei wohnte sie während ihres ersten Aufenthalts bei Steve Lieber, dem Zeichner von Whiteout und dessen Frau Sara Ryan.
Zwischen 2006 und 2012 formierte sie sich mit ihren Kollegen Ans De Bruin, Frank Plein und Andreas Eikenroth zur Gruppe „PonyXPress“, die ab 2007 insgesamt vier Anthologiehefte unter diesem Titel als „ABBA der Independent-Comics“ veröffentlichte, das letzte davon 2010 zum Comic-Salon Erlangen. Nachdem die Formierung 2012 ebendort nochmals einen Stand betrieben hatte, trennte sie sich.

## Comic-Werk

### Das Leben ist kein Ponyhof
Der Comicstrip, prämiert mit dem Sondermann 2012 in der Kategorie Webcomic und mit dem Max-und-Moritz-Preis 2018 als Bester deutschsprachiger Comic-Strip, ist ihr derzeit wohl umfangreichstes und bekanntestes Werk.

### Astrum Noctis
Anfang 2009 begann Sarah Burrinis Cousine Eva Fairy, das Skript für Astrum Noctis nach einer gemeinsamen Storyentwicklung als 22-seitiges Projekt unter dem Arbeitstitel „Lightning“ auszuarbeiten, während Burrini erste Skizzen anfertigte. Am 19. September 2011 gab Burrini dann beim Hochladen des aktuellen Ponyhof-Strips bekannt, dass sie für die nächsten drei Monate nur noch einmal pro Woche einen neuen Comic auf ihrer Seite veröffentlichen könne (es wurden letztendlich doch nur acht Wochen). Grund war, dass Astrum Noctis mit La Lepre einen italienischen Verlag gefunden hatte und die Deadline ihr mehr Zeit dafür abverlangte. Donnerstags wurden den Lesern für den Zeitraum stattdessen zunächst Einblicke in den Entstehungsprozess von Astrum Noctis, später auch in die älterer Werke wie Silly & Cone präsentiert. Darunter fanden sich Details wie jenes, dass das Charakterdesign der Protagonistin an die junge Winona Ryder angelehnt sei, aber auch detailliertere Angaben über das Design und die Recherche zu der Abtei, in der Astrum Noctis spielt.
Inzwischen war der Comic im Umfang bereits erheblich erweitert und von Eva Fairy in zwei abgeschlossene Geschichten à 40 Seiten aufgeteilt worden, von denen vom ersten Album nur der erste Teil von Burrini, der zweite von der italienischen Künstlerin Ambra Colombani zeichnerisch umgesetzt wurde. Die italienische Ausgabe erschien im Mai 2012, die deutsche folgte im Juli 2013.
Schauplatz von Astrum Noctis ist eine mittelalterliche Abtei in der Schweiz, die ein Eliteinternat beherbergt. Dort kommt die Schülerin Florence Lenoir dem Geheimkult um eine untote Äbtissin auf die Spur.

### Kürzere Arbeiten
- Silly & Cone: The Talking Tits (2001-03): Ursprünglich 2001 im Kölner Fanzine Cosmix erschienen, wurden die kurzen Gagstrips über zwei anthropomorphe Brüste 2002 bis 2003 in der deutschen Ausgabe des MAD Magazin veröffentlicht. Es war Sarah Burrinis erste bezahlte Veröffentlichung.[Blog 5]

- Bagger Bugger Bash (2005): Diese siebenseitige Abhandlung über Balzrituale ist möglicherweise Sarah Burrinis erster autobiographisch gefärbter Comic, da sich die Hauptperson als Halbitalienerin zu erkennen gibt (Burrinis Vater ist Italiener). Dagegen spricht jedoch, dass das Szenario von ihrem PonyXPress-Kollegen Spong stammt, Burrini steuerte lediglich die Zeichnungen bei. Veröffentlicht wurde die Geschichte in Panik Elektro.[7]

- Bello Estate (2007): Dreiseitige Episode in Didi & Stulle im Schwitzkasten mit den Titelhelden in Italien. Der Band ist ein von Fil initiierter „12-Stunden-Comic“, ein Konzept, das die Regeln von Scott McClouds 24-Stunden-Comic parodiert. Fil lud dafür befreundete Künstler ein, um gemeinsam innerhalb von 12 Stunden einen 48-seitigen Comic fertigzustellen.[8]

- Benni und Teddy: Auftragsarbeiten für die Kinderzeitschrift Benni, die neben zahlreichen Einzelillustrationen auch kürzere Comics umfassen, etwa einen Zweiseiter für die Weihnachtsausgabe 2008.[Blog 6]

- Flytrap Nr. 4: Performance Anxiety (2009): Achtseitiger Comic aus einer Reihe von Minicomics, geschrieben von Sara Ryan.[Anm. 1]

- For All The Cows (2009): Zehnseitiger Comic über ein Pferd, das sich für eine Kuh hält und zum Superhelden wird, geschrieben von Robert Burke Richardson. Ursprünglich für Band 6 der Anthologiereihe Popgun von Image Comics geplant,[3] wurde die Reihe nach Band 4 eingestellt.[9] Für den monatlichen Wettbewerb im Mai 2013 stellte Sarah Burrini ihn auf mycomics.de ein und gewann damit den ersten Platz.[10]
- An Unlikely Patriot (2018), geschrieben von Jackie Kashian, veröffentlicht in der Comic-Anthologie Comics Comics von Starburns Industries Press
- William Wilson Inc (2019), geschrieben von Peter Milligan, in Edgar Allan Poe’s Snifter Of Terror von Ahoy Comics
- Monsters In My Life (2021), geschrieben von Peter Milligan, Bad Idea Comics

## Bibliographie
- ab 2011: Das Leben ist kein Ponyhof (bislang 3 Bände bei Zwerchfell, Panini und Edition Kwimbi plus Prequel-Sonderband)
- 2012: Mit Eva Fairy (Text) und Ambra Colombani (Zeichnungen 2. Geschichte): Astrum Noctis – L'abbazia dei misteri (dt.: Astrum Noctis – Die Abtei der Geheimnisse, 2013)
- ab 2018: Die nebenberuflichen Abenteuer von Nerd Girl (2 Bände bei Edition Kwimbi)

## Preise
- 2011: Peng! – Bester deutscher Online-Comic für Das Leben ist kein Ponyhof
- 2012: Web-Sondermann-Preis für Das Leben ist kein Ponyhof
- 2014: ICOM Independent Comic Preis in der Kategorie Sonderpreis der Jury für eine besondere Leistung oder Publikation für ihre Vorbildfunktion als selbständige Unternehmerin mit besonderem Talent zum Knüpfen kreativer Netzwerke[11]
- 2018: Max-und-Moritz-Preis – Bester deutschsprachiger Comic-Strip für Das Leben ist kein Ponyhof